# Groléjac
Groléjac ist eine französische Gemeinde mit 675 Einwohnern (Stand 1. Januar 2022) im Département Dordogne in der Region Nouvelle-Aquitaine; sie gehört zum Arrondissement Sarlat-la-Canéda und zum Kanton Vallée Dordogne.

## Geographie
Die Gemeinde liegt rund 60 Kilometer südöstlich von Périgueux und 40 Kilometer nordwestlich von Cahors am Südufer des Flusses  Dordogne. Sie grenzt bereits an das benachbarte Département Lot in der Region Okzitanien. Nachbargemeinden sind:
- Carsac-Aillac im Norden,
- Veyrignac im Osten,
- Saint-Cirq-Madelon im Südosten (Département Lot),
- Nabirat im Süden und
- Domme im Westen.

Das Gemeindegebiet wird im Norden prinzipiell vom Fluss Dordogne begrenzt, nur das Gebiet rund um den Weiler Le Peyron, das am rechten Flussufer liegt, bildet eine Ausnahme von der generellen nördlichen Begrenzung. Direkt am Fluss liegt der Ortsteil Le Port mit dem Hafen, Der Gemeindehauptort liegt rund einen Kilometer vom Fluss Dordogne entfernt und wird vom Flüsschen Germaine durchquert, das hier in die Dordogne mündet. Dieser Bach wurde im südlichen Gemeindegebiet zu einem See aufgestaut und dort ein Freizeitzentrum (Base de Loisirs du Marais) errichtet.

### Verkehrsanbindung
Groléjac liegt an der Départementsstraße D704, die von Gourdon nach Sarlat-la-Canéda führt und dabei die Dordogne mit einer Schrägseilbrücke überspannt. In der Nachbargemeinde Domme liegt der Flugplatz Sarlat-Domme.

## Bevölkerungsentwicklung
| Jahr      | 1968 | 1975 | 1982 | 1990 | 1999 | 2006 | 2017 |
| Einwohner | 484  | 506  | 541  | 545  | 580  | 607  | 655  |

## Sehenswürdigkeiten
- Kirche Saint-Léger aus dem 12. Jahrhundert, Monument historique[1]
- Gisement préhistorique moustérien de la Gane, Prähistorischer Abri aus der Zeitepoche des Moustérien – Monument historique[2]

## Gefecht an der Dordogne-Brücke vom 8. Juni 1944
In der Folge der Landung der Alliierten in der Normandie am 6. Juni 1944 erhielt die SS-Panzerdivision „Das Reich“ den Marschbefehl zur Invasionsfront in der Normandie. Am frühen Morgen des 8. Juni starteten 1400 Fahrzeuge aus ihren Lagerplätzen rund um Montauban. Gegen 8 Uhr erreichte das 1. Bataillon des 4. SS-Panzergrenadier Regiments 'Der Führer' unter dem Befehl von SS-Sturmbannführer Adolf Diekmann mit seinen Halbkettenfahrzeugen die Brücke über die Dordogne bei Groléjac. Hier stellte sich ihnen eine 19 Köpfe starke Kampfgruppe der Forces françaises de l’intérieur (FFI) entgegen. Von ihnen fielen neun Männer nach kurzem Kampf.